# Rainer Drath

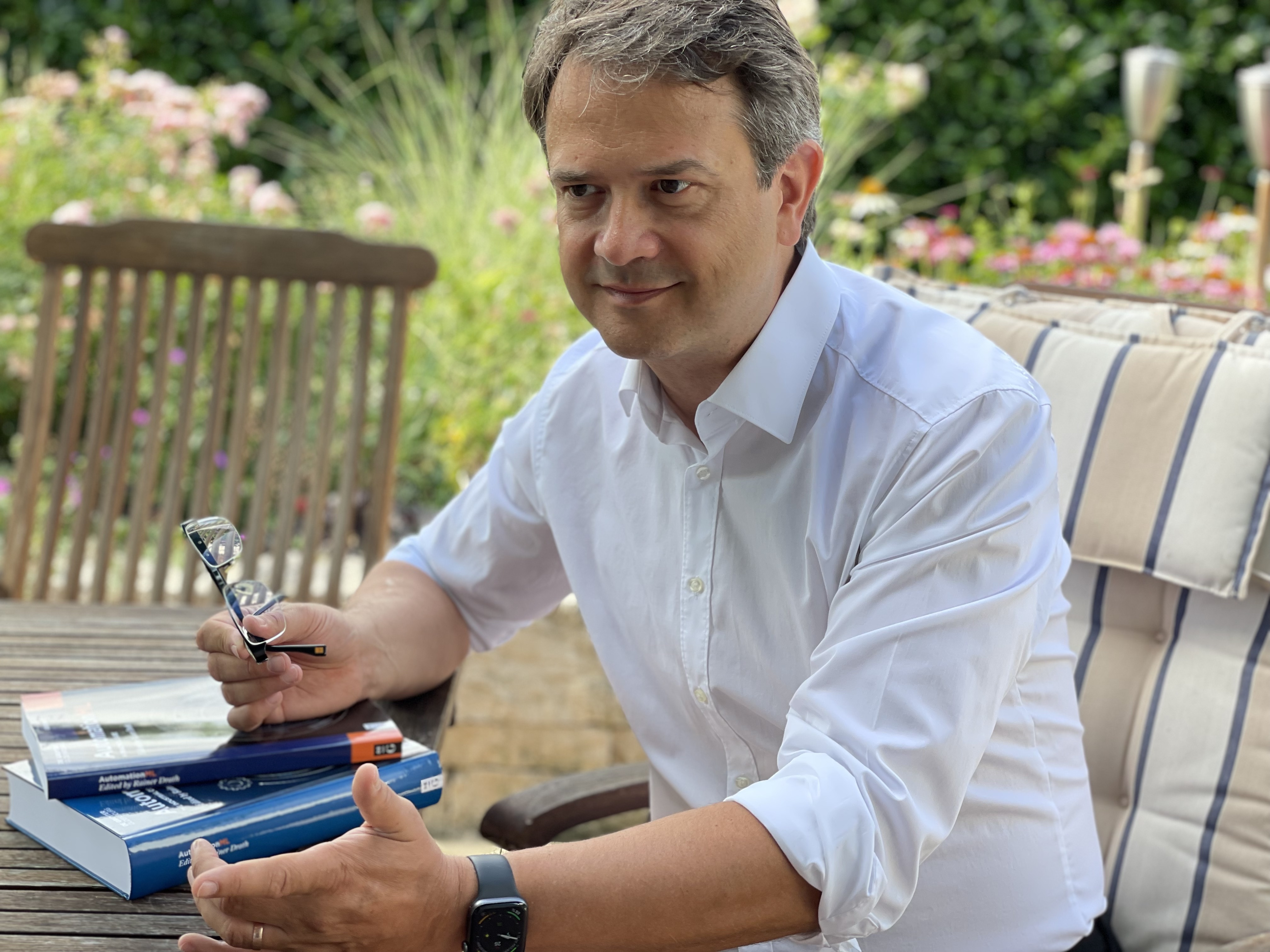
Rainer Drath

Rainer Drath ist ein deutscher Ingenieur, Wissenschaftler und Hochschullehrer, der sich auf die Gebiete der Automatisierungstechnik, des mechatronischen System-Engineerings, Industrie 4.0 und der Digitalisierung spezialisiert hat. Er ist Professor für Mechatronische Systementwicklung an der Hochschule Pforzheim, sein Forschungsinteresse gilt Methoden zur Verbesserung des Automation-Engineerings. Rainer Drath hat durch seine Publikationen, Vorträge und seine Mitwirkung an der Standardisierung von AutomationML und CAEX  zur Etablierung digitaler Standards beigetragen.

## Werdegang
Rainer Drath studierte von 1990 bis 1995 Elektrotechnik/Automatisierungstechnik an der Technischen Universität Ilmenau. Anschließend promovierte er von 1996 bis 1999 und absolvierte anschließend einen Forschungsaufenthalt am Human Genome Center in Tokyo. Nach seiner Promotion begann Drath seine berufliche Laufbahn im ABB Forschungszentrum Ladenburg, wo er als Wissenschaftler, Projektleiter, Gruppenleiter, Program Manager und Senior Principal Scientist tätig war. Seine Arbeit konzentrierte sich auf Themen wie virtuelle Inbetriebnahme, funktionale Sicherheit und die Entwicklung von Methoden zur Verbesserung des Systems-Engineering. Seit September 2017 ist Rainer Drath Professor für Mechatronische Systementwicklung an der  Hochschule Pforzheim. Dort lehrt er unter anderem Systems-Engineering und forscht zu Themen des Automation-Engineering.

## Forschung und Beiträge zur Automatisierungstechnik
Rainer Draths Forschungsschwerpunkte umfassen interdisziplinäres System-Engineering, Industrie 4.0, digitale Zwillinge und funktionale Sicherheit. Er hat über 300 Publikationen und Vorträge veröffentlicht und ist Autor oder Editor mehrere Fachbücher, darunter AutomationML – A Practical Guide und AutomationML – Das Lehrbuch für Studium und Praxis. Er ist Architekt und einer der „Väter“ von AutomationML, einem neutralen Datenformat zur Modellierung von Planungsdaten in der Industrieautomation, das als offener IEC-Standard (IEC 62714) für den Datenaustausch in der Anlagenplanung etabliert ist. Er ist zudem an der Entwicklung des Datenformates CAEX beteiligt und Koautor der zugehörigen Norm IEC 62424.

## Auszeichnungen und Mitgliedschaften
Rainer Drath wurde mehrfach für seine wissenschaftlichen Beiträge ausgezeichnet, darunter mit dem atp Award (2004, 2010), dem Industrial IT Research Award (2010) und den IEEE ETFA Best Paper Awards (2014, 2017, 2021). Seit 2019 ist er Vorstandsmitglied im Verein AutomationML e.V. Er war von 2022 bis 2024 Mitglied im GMA-Beirat und ist seit 2024 Beirats-Mitglied der Zeitschrift atp.

## Buchveröffentlichungen
- Datenaustausch in der Anlagenplanung mit AutomationML (2010, Springer) ISBN 978-3-642-04673-5
- AutomationML – A Practical Guide (2021, De Gruyter Oldenbourg) ISBN 978-3-11-074622-8
- AutomationML – The Industrial Cookbook (2021, De Gruyter Oldenbourg) ISBN 978-3-11-074592-4
- AutomationML – Das Lehrbuch für Studium und Praxis (2022, De Gruyter Oldenbourg) ISBN 978-3-11-078293-6